# تقويم العرب في الجاهلية
في اليمن استعمل العرب قبل الإسلام تقاويما بعضها تعتمد على النظام القمري الشمسي ، ومنها التقويم الصفوي أشهر وفصول ثابتة، والأهم من ذلك، تقويم نجمي موسمي مرتبط ارتباطًا وثيقًا بالبروج وموقع الأنواء. كانت الأنواء، وهي سلسلة من النجوم الموجودة على حزام البروج أو بالقرب منه، وكانت هذه النجوم مرتبطة بالموسم، وكانت تُستخدم للتنبؤ بالظواهر الجوية، مثل المطر ودرجة الحرارة والرياح.
في أنحاء الجزيرة العربية الأخرى، وخاصة مكة المكرمة،  يتفق المؤرخون على أن التقويم الجاهلي كان في الأصل تقويمًا قمريًا، وأن العرب قبل الإسلام تلاعبت به، وهذا الذي عرف بالنسيء، والذي كان يحتوي على شهر إضافي يضاف من وقت لآخر للحفاظ على الحج في موسم السنة الذي تكون البضائع فيه أكثر وفرة، حرم الإسلام النسيء، بعد حجة الوداع عادت السنة العربية قمرية، وفي هذا يقول فخر الدين الرازي: 
«إن القوم علموا أنهم لو رتبوا حسابهم على السنة القمرية، فإنه يقع حجهم تارة في الصيف وتارة في الشتاء، وكان يشق عليهم الأسفار، ولم ينتفعوا بها في المرابحات والتجارات؛ لأن سائر الناس من سائر البلاد ما كانوا يحضرون إلا في الأوقات اللائقة الموافقة، فعلموا أن بناء الأمر على رعاية السنة القمرية يخل بمصالح الدنيا، فتركوا ذلك واعتبروا السنة الشمسية، ولما كانت السنة الشمسية زائدة على السنة القمرية بمقدار معين، احتاجوا إلى الكبيسة وحصل لهم بسبب تلك الكبيسة أمران:
أحدهما: أنهم كانوا يجعلون بعض السنين ثلاثة عشر شهرا بسبب اجتماع تلك الزيادات.
والثاني: أنه كان ينتقل الحج من بعض الشهور القمرية إلى غيره، فكان الحج يقع في بعض السنين في ذي الحجة وبعده في المحرم وبعده في صفر، وهكذا في الدور حتى ينتهي بعد مدة مخصوصة مرة أخرى إلى ذي الحجة، فحصل بسبب الكبيسة هذان الأمران:
أحدهما: الزيادة في عدة الشهور.
والثاني: تأخير الحرمة الحاصلة لشهر إلى شهر آخر.».
ثم أكمل في سبب فعل العرب في الجاهلية هذا الفعل، هو تقديمهم لمصلحة الدنيوية على العبادات: «أن بناء العبادات على السنة القمرية يخل مصالح الدنيا، وبناءها على السنة الشمسية يفيد رعاية مصالح الدنيا والله تعالى أمرهم من وقت إبراهيم وإسماعيل عليهما السلام ببناء الأمر على رعاية السنة القمرية، فهم تركوا أمر الله في رعاية السنة القمرية، واعتبروا السنة الشمسية رعاية لمصالح الدنيا، وأوقعوا الحج في شهر آخر سوى الأشهر الحرم، فلهذا السبب عاب الله عليهم وجعله سببا لزيادة كفرهم، وإنما كان ذلك سببا لزيادة الكفر؛ لأن الله تعالى أمرهم بإيقاع الحج في الأشهر الحرم، ثم إنهم بسبب هذه الكبيسة أوقعوه في غير هذه الأشهر، وذكروا لأتباعهم أن هذا الذي عملناه هو الواجب، وأن إيقاعه في الشهور القمرية غير واجب، فكان هذا إنكارا منهم لحكم الله مع العلم به وتمردا عن طاعته، وذلك يوجب الكفر بإجماع المسلمين، فثبت أن عملهم في ذلك النسيء يوجب زيادة في الكفر، وأما الحساب الذي به يعرف مقادير الزيادة الحاصلة بسبب تلك الكبائس فمذكور في الزيجات، وأما المفسرون فإنهم ذكروا في سبب هذا التأخير وجها آخر، فقالوا: إن العرب كانت تحرم الشهور الأربعة، وكان ذلك شريعة ثابتة من زمان إبراهيم وإسماعيل عليهما السلام، وكان العرب أصحاب حروب وغارات، فشق عليهم أن يمكثوا ثلاثة أشهر متوالية لا يغزون فيها، وقالوا: إن توالت ثلاثة أشهر حرم لا نصيب فيها شيئا لنهلكن، وكانوا يؤخرون تحريم المحرم إلى صفر فيحرمونه ويستحلون المحرم، قال الواحدي: وأكثر العلماء على أن هذا التأخير ما كان يختص بشهر واحد، بل كان ذلك حاصلا في كل الشهور، وهذا القول عندنا هو الصحيح على ما قررناه، واتفقوا أنه عليه السلام لما أراد أن يحج في سنة حجة الوداع عاد الحج إلى شهر ذي الحجة في نفس الأمر، فقال عليه السلام: ”«ألا إن الزمان قد استدار كهيئته يوم خلق السماوات والأرض السنة اثنا عشر شهرا» “ وأراد أن الأشهر الحرم رجعت إلى مواضعها».

## الشهور الجاهلية والشهور الإسلامية
| رقم | الشهور الجاهلية                 | الشهور الإسلامية              |
| --- | ------------------------------- | ----------------------------- |
| 1   | مُؤْتَمِر أو المُؤْتَمِر                | مُحَرَّم                          |
| 2   | نَاجِر                            | صَفَر                           |
| 3   | خَوَّان أو خُوَّان                    | ربيع الأول                    |
| 4   | وَبْصَان                           | ربيع الآخر أو ربيع الثاني     |
| 5   | حَنِين                            | جمادى الأولى                  |
| 6   | رُبَّى                             | جمادى الآخرة أو جمادى الثانية |
| 7   | الأَصَمّ أو مُنْصِل الأَسِنّـَة أو المُحَرَّم | رجب                           |
| 8   | عَإذِل                            | شعبان                         |
| 9   | نَاتِق                            | رمضان                         |
| 10  | وَعْل أو وَعِل                      | شَوّال                          |
| 11  | وَرْنَة                            | ذو القعدة                     |
| 12  | بُرَك أو مَيْمُون                    | ذو الحجّة                      |
| 13  | (النسيء)                        | نُهي عنه في الإسلام            |

## وصلات خارجية
- الأشهر العربية الجاهلية